# Relaciones Bélgica-Uruguay
Las relaciones Bélgica-Uruguay son las relaciones exteriores entre Bélgica y Uruguay. Bélgica tiene un consulado honorario en Montevideo, bajo la jurisdicción de la embajada belga en Buenos Aires. Uruguay tiene una embajada en Bruselas (siendo el embajador también concurrente para Luxemburgo).

## Comercio e inversión

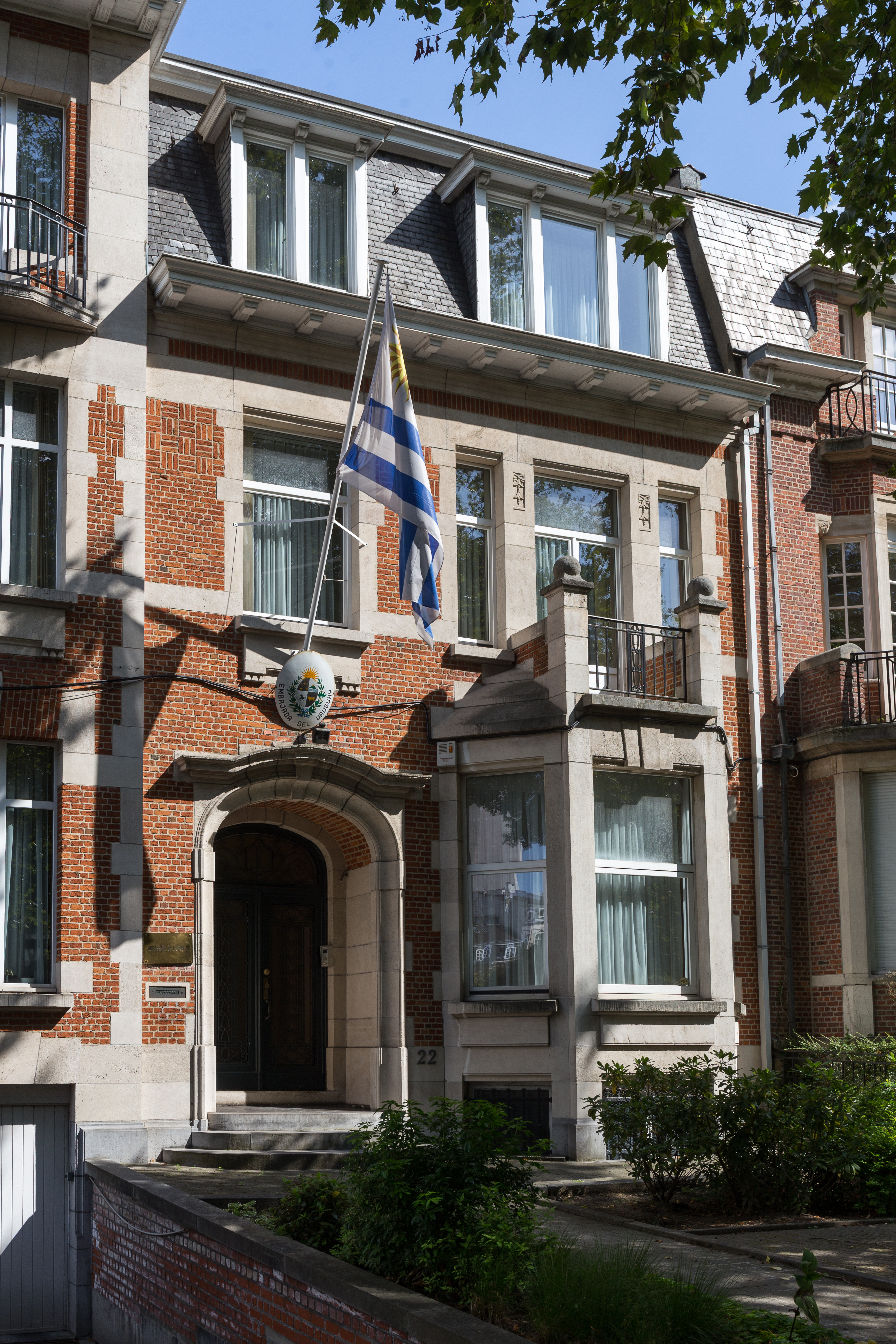
Embajada de Uruguay en Bruselas

Hay una serie de acuerdos bilaterales entre ambos países:
- promoción de la inversión y el acuerdo de protección (1991)
- Convenio de seguridad social (2006)

La empresa belga Katoen Natie tiene una importante instalación para el manejo de contenedores en el Puerto de Montevideo.
Bélgica está convirtiendo en un importante socio comercial de Uruguay.

## Visitas oficiales
En 2008, el entonces Príncipe Felipe de Bélgica visitó Uruguay, junto con muchos empresarios belgas interesados en el fortalecimiento de las relaciones comerciales mutuas.
En octubre de 2011, el presidente de Uruguay José Mujica realizó una visita oficial a Bélgica.